# 梅田貞夫
梅田 貞夫（うめだ さだお、1934年（昭和9年）3月29日 - ）は、日本の経営者。鹿島建設株式会社会長。博士（工学）。兵庫県出身。

## 略歴
- 1958年（昭和33年）3月 京都大学工学部土木工学科卒業
- 1960年（昭和35年）
  - 3月 京都大学大学院工学研究科修了
  - 4月 鹿島建設株式会社入社
- 1991年（平成3年）6月 鹿島建設株式会社常務取締役
- 1992年（平成4年）2月 鹿島建設株式会社専務取締役
- 1994年（平成6年）6月 鹿島建設株式会社代表取締役副社長
- 1996年（平成8年）6月 鹿島建設株式会社代表取締役社長
- 1998年（平成10年）4月 社団法人日本土木工業協会会長[1]
- 2001年（平成13年）
  - 3月 博士（工学）（京都大学）
  - 6月 東日本建設業保証株式会社取締役
- 2004年（平成16年）6月 株式会社日本建築センター（現：株式会社日本建築住宅センター）取締役
- 2005年（平成17年）
  - 5月 社団法人日本建設業団体連合会会長[2]
- 2005年（平成17年）6月 鹿島建設株式会社代表取締役会長
- 2009年（平成21年）5月 土木学会功績賞受賞[3]